# 雷纳·齐特尔曼

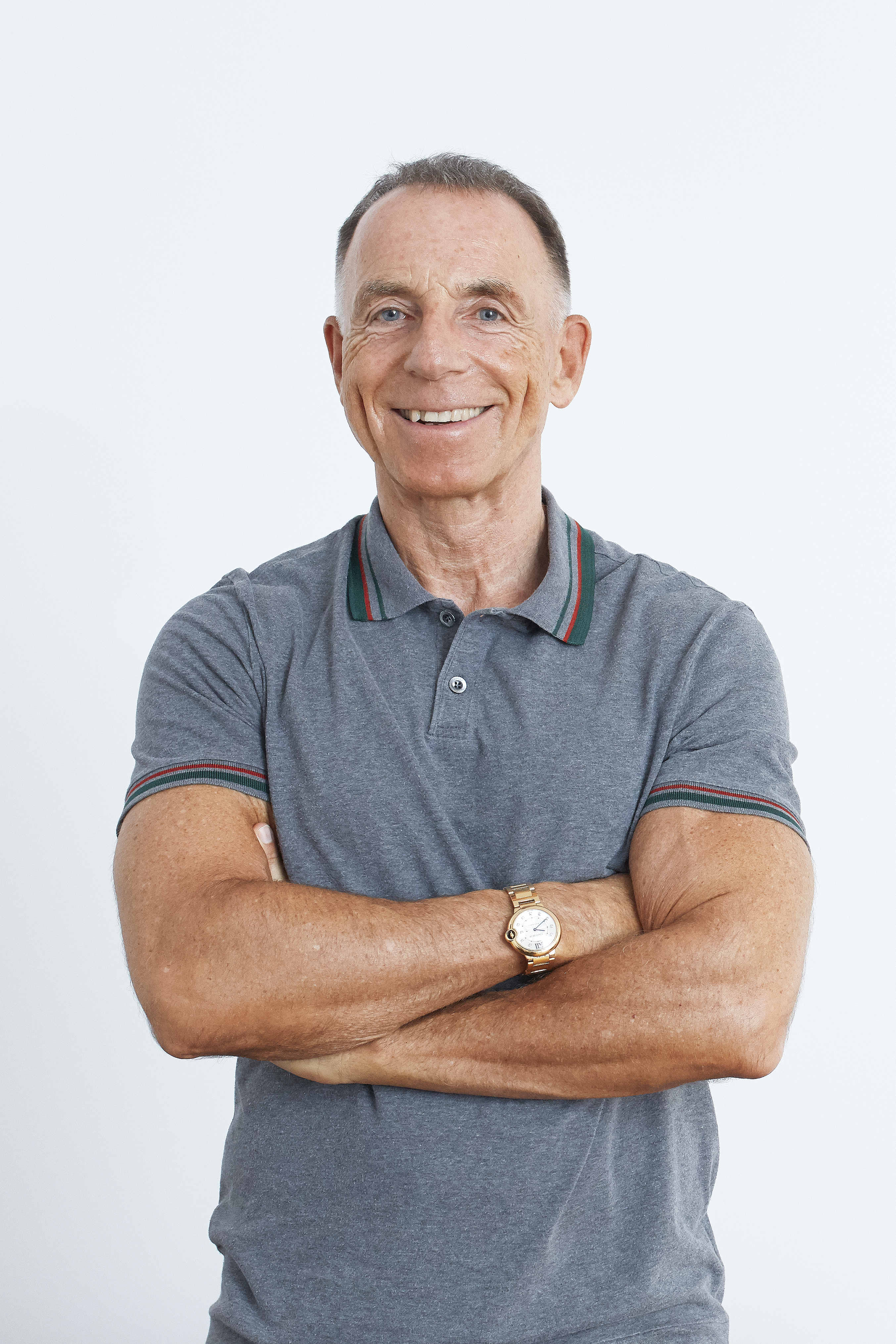
雷纳·齐特尔曼博士

雷纳·齐特尔曼（Rainer Zitelmann，1957年6月14日—），出生于德国美因河畔法兰克福，是一名德国历史学家、作家、企业家。

## 生平
齐特尔曼1957年出生于美因河畔的法兰克福，是作家兼神学家阿努尔夫·齐特尔曼（Arnulf Zitelmann）的儿子。他在中学时期自认为毛泽东主义者，1978年至1986年期间，齐特尔曼就读于达姆施塔特工业大学（Technische Hochschule Darmstadt）历史和政治学专业。他1983年参加了第一次国家考试，1987年通过了第二次国家考试，取得了更高等级的教学资格。
1986年，齐特尔曼以“最优异的成绩”获得达姆施塔特工业大学历史学博士学位，师从卡尔·奥托·冯·阿雷丁教授（Prof. Dr. Dr. h.c. Karl Ottmer von Aretin）。他的博士论文还以《希特勒：诱惑的政策》（Hitler: The Policies of Seduction）为题成书出版。1987年至1992年，他在柏林自由大学中央社会科学研究所担任研究助理。
1992年至1993年，他担任乌尔斯坦和普罗皮莱恩出版社（Verlage Ullstein und Propyläen）（当时德国第三大图书出版集团）的总编辑和管理委员会成员。不久后，他加入了德国知名的日报《世界报》，先后主管思想世界，当代史和房地产板块。
2000年，他创立了自己的公司（Dr.ZitelmannPB.GmbH），在随后的几年里，该公司发展成为德国房地产企业传播咨询行业的市场领导者。2016年，他以管理层收购（MBO）的方式出售了公司。
齐特尔曼自己也是成功的房地产投资人，特别是在柏林：在1999年到2009年期间，他以极低的价格购买了住宅物业，并从2015年起出售了大部分物业——凭借这些投资，他成了富翁。 
从2011年开始，他出版了多本关于目标设置、成功学和财务的书籍。《敢于不同：商业巨头白手起家的秘诀》（Dare to be different and grow rich）一书被翻译成十种语言。特别是他的《富人的逻辑：如何创造财富，如何保有财富》（Financial Freedom）一书在中国极受欢迎。
2016年，齐特尔曼在沃尔夫冈·劳特巴赫教授（Professor Wolfgang Lauterbach）的指导下以极优等（magna cum laude）的成绩获得波茨坦大学经济与社会科学学院的政治学博士学位，其博士论文《富豪的心理：财富精英的隐秘知识》于2017年发表。

## 历史出版物：希特勒的世界论
齐特尔曼在他的第一篇论文中利用非常全面的资料基础，重建了希特勒的思维方式，特别是他的社会、经济和国内政治思想。他研究的一个结果是，希特勒处理社会政策和经济政策问题的力度比以前所认为的要大得多。齐特尔曼证明，与此前的研究结果相比，反资本主义和社会革命的动机在希特勒的世界观中起到了更大的作用，希特勒把自己看作是一个革命者。
该书在众多国际期刊上收获了评论。 克莱门斯·冯·克莱门珀（Klemens von Klemperer）在 “现代史杂志 ”中写道：“齐特尔曼已决心放弃口头判断；但他的细致和负责任的学术精神可以说明问题。他的书是我们了解阿道夫·希特勒的一个里程碑。”
博士论文发表之后，齐特尔曼又出版了其他关于20世纪德国史的书籍。

## 社会学出版物：《富豪的心理：财富精英的隐秘知识》
2017年，齐特尔曼关于资产在数千万到数亿的高净值人士的研究报告发表，题目是 《富豪的心理：财富精英的隐秘知识》。他对45位非常富有的人进行了广泛的采访。他们大多是自主创业者。这是一项定性的社会科学研究，因为超级富豪这个群体没有代表性的样本。大部分受访者都是靠自己创业的千万富翁。研究显示，有很高比例的超级富豪在中学或大学期间就已经活跃在商业领域。相比之下，教育水平对群体内的财富水平并没有起到决定性作用：在受访者中，没有大学学历的人在前四分之一（资产在3亿至30亿欧元之间）中的占比甚至要比在后四分之一（资产在1000万至3000万欧元之间）中还要高。在他们的决策中，高收入人士倾向于凭直觉行事，而不是以分析为指导。通过非正式的学习经验而获得的隐性知识远比学术教育更具决定性。所有受访者都接受了“大五”人格测试。从测试结果中可以看出，高净值人群自觉性特别强，外向性和对新体验的开放性也很明显，这与之前的研究结果相吻合。相比之下，此前所有的研究都低估了销售技巧对高净值人群财务成功的作用，但他们自己对这些技能的重要性评价极高。大多数高净值人士在致富路上都要克服相当大的挫折和危机——从采访中发现，他们处理失败的方式有很多相似之处。研究的一个重要结果是：很多自立门户的超级富豪都是彻头彻尾的不合群者，他们往往逆流而上，用这种方式积累财富。该研究受到全世界的关注，并以德文、英文、中文和韩文发表。《金融时报》写道：“雷纳·齐特尔曼对超级富豪心理学的研究是一个雄心勃勃的项目。齐特尔曼博士是历史学家、社会学家、记者、商人和投资者很难找到比他更有资格的人来进行这项研究。目前还没有类似的研究，对于所有需要了解富豪企业家的特点和动机的人来说，这是一本令人信服的读物。这些人推动经济增长、支持创新、创造就业和资助慈善项目。那么，为什么以前从来没有人尝试过这样的研究呢？很难接触到这些人，也很难设计出能产生有意义回应的问卷。”

## 社会学出版物： 对富人的偏见和定型观念
2020年，齐特尔曼的《舆论中的富人》（The Rich in Public Opinion）一书出版。齐特尔曼批评说，到目前为止，几乎从来没有人就对少数富人的偏见这一主题进行过学术研究。 他的书是根据阿伦斯巴赫（Allensbach）和益普索·莫里（Ipsos MORI）舆论研究机构在德国、美国、英国和法国进行的一项国际调查编写的。调查将被访者分为对富人“嫉妒”、“不嫉妒”和 “态度矛盾 ”三个群体，其中33%的德国受访者，34%的法国受访者，20%的美国受访者和18%的英国受访者对富人持嫉妒态度。社会嫉妒系数表示一个国家嫉妒者与不嫉妒者的比例。如果取值为1，则表示嫉妒者和不嫉妒者的数量相等。小于1的数值意味着没有明显社会嫉妒感的人数大于有明显社会嫉妒感的人数。社会嫉妒系数是通过将社会嫉妒者群体与非嫉妒者群体联系起来得到的。根据这一算法，社会嫉妒度最高的是法国，为1.26，其次是德国，为0.97，美国（0.42）和英国（0.37）的社会嫉妒度则明显偏低。这些类别的歧视性力量首先可以从这样的事实中看出，以这种方式确定的嫉妒者和不嫉妒者群体在对几十种进一步陈述的定位上也明显不同。比如，嫉妒者群体把利己主义、无情、物质主义、傲慢、贪婪、情感冷漠、肤浅作为富人最常出现的人格特征。在嫉妒者最常提到的25种富人人格特质中，只有两种是积极的，而其余23种则全部是消极的。相比之下，不嫉妒的群体则认为富人最常出现的人格特征是勤奋、聪明、大胆、物质、机智和远见。

## 著作
齐特尔曼为众多欧美媒体撰稿，包括 《世界报》、德国《法兰克福汇报（FAZ）》、德国《焦点周刊（Focus）》、瑞士《新苏黎世报》、《每日电讯报》、英国《金融城早报（Citiy AM）》等报纸。每周他都会在美国的福布斯网站（Forbes.com）上发表专栏文章。专栏文章主题主要是为资本主义辩护和财富研究。
齐特尔曼已经撰写并出版了24本书。
以英语出版的著作有：
- The Nazi Elite, New York Univ Pr, New York 1993, ISBN 978-0-81477-950-7.
- Hitler: The Policies of Seduction, Allison & Busby, London 2000, ISBN 978-1-90280-903-8.
  - Hitler's National Socialism. Management Books 2000, Oxford 2022, ISBN 978-1-852-52790-7.
- Dare to be Different and Grow Rich, Indus Source Books, Mumbai 2012, ISBN 978-8-18856-937-3.
- The Wealth Elite: A groundbreaking study of the psychology of the super rich, Lid Publishing, London and New York 2018, ISBN 978-1-91149-868-1.
- The Power of Capitalism: A Journey Through Recent History Across Five Continents, Lid Publishing, London and New York 2018, ISBN 978-1-91255-500-0.
- Dare to be Different and Grow Rich: The Secrets of Self-Made People, Lis Publishing, London and New York 2019, ISBN 978-1-91255-567-3.
- The Art of a Successful Life: The Wisdom of the Ages from Confucius to Steve Jobs., Lid Publishing, London and New York 2020, ISBN 978-1-91255-567-3.
- The Rich in Public Opinion: What We Think When We Think about Wealth, Cato Institute, Washington 2020, ISBN 978-1-94864-767-0.

## 网页链接
- 雷纳·齐特尔曼（德国国家图书馆目录相关文献）
- Rainer Zitelmann的网站 （页面存档备份，存于）
- Rainer Zitelmann网站，及其著作评论 （页面存档备份，存于）
- 有关Rainer Zitelmann自传的网站 （页面存档备份，存于）